# Tom Spurgeon
Pour les articles homonymes, voir Spurgeon.
Tom Spurgeon (né le 16 décembre 1968 et mort le 13 novembre 2019) est un écrivain, un journaliste et un spécialiste américain de la bande dessinée. 

## Carrière
Rédacteur en chef du Comics Journal de 1994 à 1999, Tom Spurgeon a écrit de nombreux ouvrages. En 2004, il crée le site d'actualité The Comics Reporter qui lui vaut trois prix Eisner entre 2010 et 2013.

## Récompenses
- 1997 : prix Harvey de la meilleure œuvre biographique, historique ou journalistique pour The Comics Journal (avec Gary Groth)
- 1998 : prix Harvey de la meilleure œuvre biographique, historique ou journalistique pour The Comics Journal (avec Gary Groth)
- 1999 : prix Harvey de la meilleure œuvre biographique, historique ou journalistique pour The Comics Journal (avec Gary Groth)
- 2010 : prix Eisner du meilleur périodique ou travail journalistique consacré à la bande dessinée  pour The Comics Reporter
- 2012 : prix Eisner du meilleur périodique ou travail journalistique consacré à la bande dessinée  pour The Comics Reporter
- 2013 : prix Eisner du meilleur périodique ou travail journalistique consacré à la bande dessinée  pour The Comics Reporter

## Publications
- (en-US) Stan Lee and the Rise and Fall of the American Comic Book (avec Jordan Raphael), Chicago Review Press, 2003  (ISBN 978-1556525063).
- (en-US) The Romita Legacy, Dynamite Entertainment, 2011  (ISBN 978-1933305271).
- (en-US) Comics As Art: We Told You So (avec Jacob Covey), Fantagraphics, 2016  (ISBN 978-1606999332).